# Meisewinkel
Meisewinkel war ein Ortsteil der Gemeinde Lindlar im Oberbergischen Kreis in Nordrhein-Westfalen.

## Lage und Beschreibung
Der Wohnplatz lag im Nordosten von Lindlar, nördlich von Frielingsdorf. Nachbarorte waren Oberlichtinghagen, Ober- und Unterpentinghausen. Der Ort lag an der Gemeindegrenze zu Marienheide.

## Geschichte
1413 wurde der Ort erstmals in dem Kämmereiregister des Fronhofs Lindlar urkundlich erwähnt. Die Schreibweise der Erstnennung war Meiswinkel.
Aus der Charte des Herzogthums Berg aus dem Jahr 1789 des Carl Friedrich von Wiebeking  geht hervor, dass der Ortsbereich zu dieser Zeit Teil der Honschaft Scheel im Kirchspiel Lindlar war.
Die Preußische Uraufnahme von 1840 zeigt den Wohnplatz unter dem Namen Winkel. Ab der Preußischen Neuaufnahme von 1894/96 ist der Ort auf Messtischblättern regelmäßig als Meisewinkel verzeichnet.
Für das Jahr 1830 werden für den als Meisenwinkel bezeichneten Ort zusammen mit Neuenfeld, Zäunchen und Walbroch 46 Einwohner angegeben. Der 1845 laut der Uebersicht des Regierungs-Bezirks Cöln als Hof kategorisierte Ort besaß zu dieser Zeit ein Wohngebäude mit acht Einwohnern. Die Gemeinde- und Gutbezirksstatistik der Rheinprovinz führt Meisewinkel 1871 mit einem Wohnhaus und neun Einwohnern auf. Im Gemeindelexikon für die Provinz Rheinland von 1888 werden für Meisewinkel ein Wohnhaus mit zehn Einwohnern angegeben. 1895 besitzt der Ort ein Wohnhaus mit sechs Einwohnern und gehörte konfessionell zum evangelischen Kirchspiel Hülsenbusch und zum  katholischen Kirchspiel Frielingsdorf, 1905 werden ebenfalls ein Wohnhaus und sechs Einwohner angegeben.
In den 1950/60er Jahren fiel der Ort wüst.